# Michel Rocard
Michel Rocard (Courbevoie, 23 augustus 1930 – Parijs, 2 juli 2016) was een Frans politicus en lid van de Parti socialiste (PS). Hij was van 1988 tot 1991 eerste minister onder het presidentschap van François Mitterrand.

## Levensloop
De familie van zijn moeder was protestants, die van zijn vader katholiek. Rocard werd in 1949 lid van de studentenafdeling van de Section Française de l'Internationale Ouvrière (SFIO)om zich voor het socialisme en de Europese eenheid in te zetten. Hij heeft een academische graad aan Sciences Po te Parijs.
Hij was voor de Parti socialiste unifié (PSU) kandidaat bij de presidentsverkiezingen in 1969, maar werd in 1974 lid van de Parti socialiste.
Rocard was onder het presidentschap van François Mitterrand eerst vier jaar minister van staat en van Landbouw, van 22 mei 1981 tot 4 april 1985, maar daarna ook eerste minister, van 10 mei 1988 tot 15 mei 1991. Hij bedacht de Revenu minimum d'insertion of afgekort RMI, een sociale bijstand voor de armen. Hij onderhandelde in 1988 ook het Akkoord van Matignon, waarbij een burgeroorlog in het overzeese gebied Nieuw-Caledonië werd afgewend.
Na zijn ministerschap was hij in 1993-1994 eerste secretaris van de Parti socialiste. Dit was erg tegen de zin van Mitterrand, die bij de Europese verkiezingen van 1994 steun verleende aan een andere linkse lijst, die van Bernard Tapie. De Parti socialiste, met Rocard als lijsttrekker, behaalde slechts 14 % van de stemmen, waarna hij als voorzitter van de partij ontslag nam en zijn ambitie om Mitterrand op te volgen liet varen.
Rocard was van 1994 tot 2009 lid van het Europees Parlement en van 1995 tot 1997 nog van de Franse senaat.
Rocard overleed op 2 juli 2016 op 85-jarige leeftijd.

## Publicaties
- Le PSU et l’avenir socialiste de la France, 1969.
- Le Marché commun contre l’Europe, 1973.
- L’Inflation au cœur, 1975.
- Parler vrai, textes politiques (1966-1979), 1979.
- Un pays comme le nôtre, textes politiques, 1986.
- Le Cœur à l’ouvrage, 1987.
- Un contrat entre les générations, 1991.
- La Nation, l’Europe, le monde, 1995.
- Éthique et démocratie, 1996.
- L’Art de la paix/ l’Édict de Nantes, 1997, met Janine Garrison
- Les Moyens d’en sortir, 1998.
- Mutualité et droit communautaire, 1999.
- Mes idées pour demain, 2000.
- Pour une autre Afrique, 2001.
- Si la gauche savait, 2005, in gesprek met Georges-Marc Benamou
- La Deuxième gauche, une histoire inachevée, 2006, gesprek Michel Rocard
- Peut-on réformer la France ?, 2006, in gesprek met Frits Bolkestein
- Oui à la Turquie, 2008, met Ariane Bonzon, ISBN 978-2-01-237625-0
- Notre Europe, september 2008, met Nicole Gnesotto, ISBN 978-2-221-11098-0
- Si ça vous amuse. Chronique de mes faits et méfaits, 2010, memoires, ISBN 978-2-08-123790-2
- La Politique telle qu'elle meurt de ne pas être, 2011, gesprek met Alain Juppé onder leiding van Bernard Guetta, ISBN 978-2-7096-3577-6
- Mes points sur les i - Propos sur la présidentielle et la crise, 2012. voorwoord door François Hollande
- La Politique ça vous regarde !, 2012.
- La Gauche n'a plus le droit à l'erreur, 2013, met Pierre Larrouturou, ISBN 2081282445